# Chiesa di San Giorgio Martire (San Giorgio di Piano)
La chiesa di San Giorgio Martire è la parrocchiale di San Giorgio di Piano, in città metropolitana ed arcidiocesi di Bologna; fa parte del vicariato di Galliera.

## Storia
Le prime attestazioni di una chiesa a San Giorgio risalgono al X secolo; nell'XI secolo è menzionata come parrocchiale e nel 1114 come pieve. Grazie ad un disegno del Cinquecento sappiamo che questa pieve, la quale aveva quindici filiali, era a due navate ed in stile romanico e che aveva pure un campanile. La facciata subì un rifacimento probabilmente tra Sei ed il Settecento. Nel 1772 la torre campanaria subì un intervento di ammodernamento e, nel 1837, fu dotata di un nuovo concerto di campane. Nel 1829 la pieve medievale venne parzialmente demolita per far posto alla nuova chiesa - progettata da Giuseppe e Vincenzo Brighenti -, i cui lavori di edificazione, tuttavia, s'interruppero nel 1833 a causa della mancanza di fondi; furono ripresi nel 1865 su disegno di Elbino Riccardi e portati a termine nel 1867. Nel 1881 il campanile fu restaurato con il contributo della Compagnia di San Luigi. Tra il 1942 ed il 1945 Mario Roversi eseguì le decorazioni interne della parrocchiale, la quale subì un generale intervento di restauro tra il 1966 ed il 1984. Il terremoto dell'Emilia del 2012 provocò dei danni all'edificio, che venne ristrutturato negli anni seguenti.

## Interno
Opere di pregio conservate all'interno della chiesa, che è a tre navate, sono una tela raffigurante la Beata Vergine con il Bambino e San Giorgio, opera seicentesca di Antonio Randa, e una copia del Battesimo di Gesù del Verrocchio, realizzata da Mario Roversi.